# Oksana Skljarenko

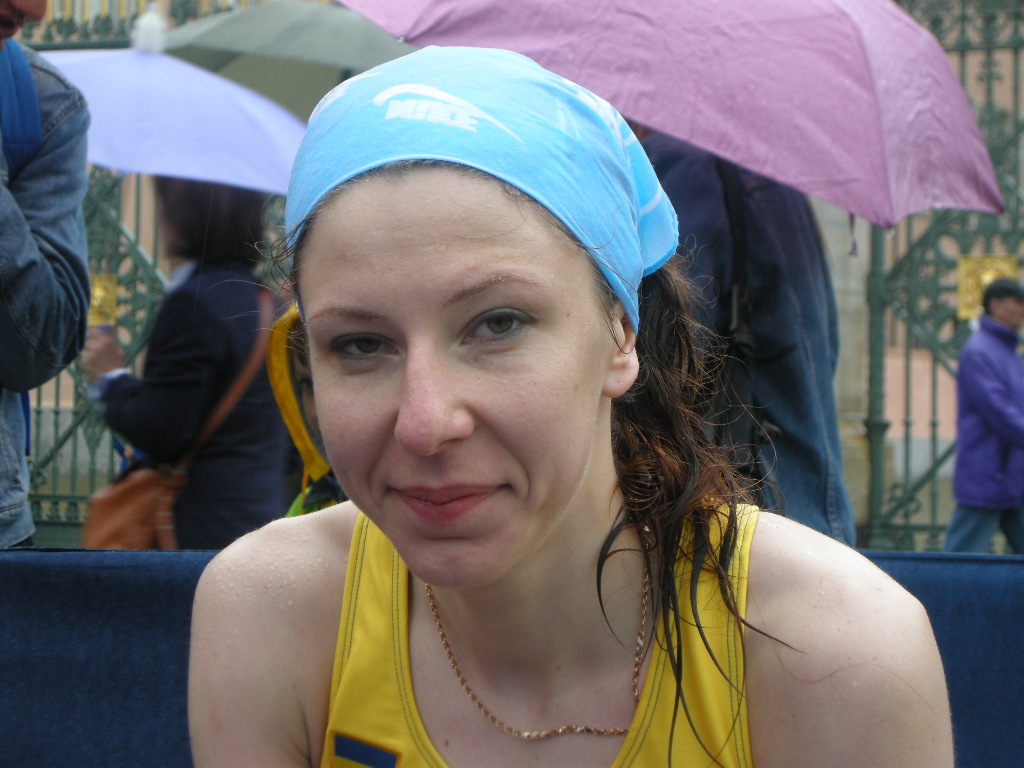
Oksana Skljarenko, 2009

Oksana Serhijiwna Skljarenko (ukrainisch Оксана Сергіївна Скляренко, engl. Transkription Oksana Sklyarenko; * 4. Mai 1981 in Nowomoskowsk) ist eine ukrainische Langstreckenläuferin, die sich auf den Marathon spezialisiert hat.
2006 wurde sie nationale Meisterin im 10.000-Meter-Lauf. Im Jahr darauf wurde sie Elfte beim Frankfurt-Marathon in 2:37:24 h, und 2008 qualifizierte sie sich als Dritte des Turin-Marathons in 2:36:14 für den Marathon der Olympischen Spiele in Peking, bei dem sie auf den 69. Platz kam. Im selben Jahr belegte sie bei den Halbmarathon-Weltmeisterschaften in Rio de Janeiro den 48. Platz.

## Persönliche Bestzeiten
- 5000 m: 15:52,71 min, 6. Juni 2008, Jalta
- 10.000 m: 33:13,39 min, 1. Juli 2008, Kiew
- Halbmarathon: 1:17:05 h, 25. September 2005, Udine
- Marathon: 2:36:14 h, 13. April 2008, Turin